# دستورانية
الدُّستورانية أو الدستورية هي «خليط من الأفكار، والمواقف، وأنماط السلوك التي توضح المبدأ القائل بأن سلطة الحكومة تنبع من مجموعة من القوانين الأساسية وتُحدَّد بها».

تُعد المنظمات السياسية دستورية بقدر ما «تحتوي على آليات مؤسسية للسيطرة على السلطة لحماية مصالح وحريات المواطنين، بما في ذلك من هم من الأقلية». وصفها عالم السياسة والباحث الدستوري ديفيد فيلمان:
تصف الدستورية مفهومًا معقدًا، متجذرًا بعمق في التجربة التاريخية، ويُخضع المسؤولين الذين يترأسون سلطات حكومية لقيود قانون أعلى. تعلن الدستورية عن رغبتها في سيادة القانون بدلًا من سيادة الحكم التعسفي أو أوامر المسؤولين العموميين فقط. يتمثل العنصر الجوهري في مفهوم الدستورية، في جميع الكتابات التي تتناول القانون العام الحديث وأسس فن الحكم، بعدم تمتع المسؤولين الحكوميين في المجتمع السياسي بحرية فعل أي شيء يحلو لهم بأي طريقة يختارونها؛ فهم ملزمون بمراعاة كل من القيود المفروضة على السلطة والإجراءات المنصوص عليها في القانون الدستوري الأعلى للمجتمع. يمكن القول إن معيار الدستورية هو مفهوم الحكومة المحدودة بموجب قانون أعلى.

## الاستخدام
للدستورية معنيان:
• معنى تقادمي: أي تتناول خصائص الحكم التي هي ضرورية.
• معنى وصفي: أي يتناول الصراع التاريخي لتحصيل حقوق المواطنين. بمعنى آخر البحث الوصفي يصف ماهية القوانين الدستورية المتداولة، بينما البحث التقادمي يشرح ما يجب أن تكون عليه.

### الوصفي
أحد أمثلة تطبيق الدستورية الوصفية هو ما قام به برنارد شوارتز، بروفسور القانون، حيث جمع المصادر التي أدت إلى صدور قانون شرعي الحقوق في الولايات المتحدة في خمسة مجلدات. بداية مع اللغة الإنجليزية السوابق العودة إلى ماجنا كارتا (1215). 

### المعنى التقادمي
كما يقول الفيلسوف القانوني الكندي ويل والوتشو: الدستورية تجسد فكرة «أنه يمكن أن يكون للحكومة قانونًا مقيد الصلاحيات، وأن على السلطة أن تعتمد على مراعاة هذه القيود»، هذه الفكرة تجلب معها مجموعة من الأسئلة المحيرة والمثيرة للاهتمام، ليس فقط لعلماء القانون ولكن لأي شخص حريص على استكشاف الأسس القانونية والفلسفية لتكوين الدولة.
 من أمثلة التقادمية، مشروع رابطة البلديات الوطنية لتطوير نموذج لدستور الدولة.

## أمثلة

### الوصفي

#### الولايات المتحدة
تعرف الدستورية في أمريكا على أنها مجموعة معقدة من الأفكار والمواقف والأنماط التي وضعت مبدأ أن سلطة الحكومة تستمد من الشعب، والتي يحدها القانون الأساسي.
وبالنسبة للمختصين وتكون هذه الأفكار والمواقف والأنماط  مستمدة من «الديناميكية السياسية والتاريخية العملية بدلًا من مجموعة ثابتة من الفكر المنصوص الذي وضع في القرن الثامن عشر».
في تاريخ الولايات المتحدة الدستورية في معناها الوصفي والقادمي تركز عادة على الدستور الاتحادي.

#### المملكة المتحدة
تعد المملكة المتحدة على الأرجح من أفضل الأمثلة عن الدستورية القائمة على دستور غير مدون، وقعت مجموعة متنوعة من التطورات خلال القرن السابع عشر في إنجلترا كان منها "الصراع على السلطة ما بين الملك والبرلمان مصحوبًا بطفح من الأفكار السياسية حول تعويضية السلطات وهو ما أظهر ملامح الدستورية، مما أدى إلى تطور نظام حكم متكون من مختلف المؤسسات الحكومية والخاصة التي تراقب وتحاسب وتواجه سلطة الدولة".

#### اليابان
لقيت خطوة الحكومة اليابانية التي نقحت دستور 1947 تحت إدارة شينزو آبي انتقادات كبيرة على أنها غير دستورية، إذ أن الدستور الجديد يفرض التزامات على المواطنين بدلًا من حماية حقوقهم.[بحاجة لمصدر]

### التقادمي
هناك ملاحظتين يجب التطرق لهما فيما يتعلق بالمعنى التقادمي:
- غالبًا ما يكون هناك خلط بين وجود دستور مكتوب وبين أن الدولة أو نظام الحكم يستند إلى الدستورية، كما أشار ديفيد فيلمان «لا ينبغي أن تؤخذ الدستورية على أنه يوجد دستور في البلد، لكن يجب النظر بالضرورة على مدى التزامه باتباع وتطبيق الفكر الدستوري».[15]
- غالبًا ما تستعمل كلمة «الدستورية» في النقاشات كحجة سياسية تعادل وجهات نظر المتكلم أو الكاتب مع مفهومه هو للدستور.[16][17]

#### الولايات المتحدة
بدءًا من تعريف أن «الدستورية» هي حد ممارسة الحكومة بالدستور المكتوب، هناك العديد من المواقف مما يعنيه هذا التعريف، منهم من يعرف الوثيقة بأنها وثيقة  تحدد علاقتها بالقوانين والمعاهدات والإجراءات التنفيذية والقضائية والدساتير، أو القوانين المحلية ومبادئ التصميم الدستوري، وعادة يتضمن مبدأ أن مجال العمل العام تكون مقسمة بين تفويض الصلاحيات إلى الحكومة وحقوق الأفراد، كل منها تقييد الأخرى، وأن لا صلاحيات تفويض التي هي خارج اختصاص الحكومة.

#### المملكة المتحدة
الدستوري هو أيضا تسمية استخدمت من قبل بعض المرشحين المستقلين في الانتخابات العامة في المملكة المتحدة في 1920. معظم المرشحين أعضاء سابقين في الحزب الليبرالي والكثير منهم انضم إلى حزب المحافظين قريبا بعد انتخابه. من أشهر المرشحين الدستوريين كان ونستون تشرشل في انتخابات عام 1924.

## الدستورية في الدول

### الولايات المتحدة

#### المعنى الوصفي
عُرِّفت دستورية الولايات المتحدة على أنها مجموعة معقدة من الأفكار والمواقف والأنماط التي توضح المبدأ القائل بأن سلطة الحكومة تنبع من الشعب، ومقيدة بمجموعة من القوانين الأساسية. يقول أحد المحللين أن هذه الأفكار والمواقف والأنماط مستمدة من «عملية سياسية وتاريخية ديناميكية، وليس من مجموعة فكرية ثابتة وُضِعت في القرن الثامن عشر».
ركزت الدستورية في تاريخ الولايات المتحدة، بمعناها الوصفي والتقادمي، تقليديًا على الدستور الفيدرالي. تجسد الافتراض الروتيني لكثير من العلماء بأن فهم «الدستورية الأمريكية» يستلزم بالضرورة الفكر الذي اتجه نحو صياغة الدستور الفيدرالي والتجربة الأمريكية مع هذا الدستور منذ التصديق عليه في عام 1789.
هناك تقليد عريق لدستورية الدولة التي تقدم رؤية أوسع للدستورية في الولايات المتحدة. تستند جميع دساتير الولايات والدستور الفيدرالي إلى افتراض مشترك باستمداد شرعيتها من السلطة السيادية للشعب أو السيادة الشعبية؛ وذلك في الوقت الذي تعمل تلك الدساتير بشكل مختلف كمعنى للفيدرالية بدءًا من التعايش والتفاعل بين الحكومات على كل من المستوى القومي ومستوى الولاية. توحد هذه الفرضية الأساسية، التي تبناها الثوار الأمريكيين بإعلان الاستقلال، التقليد الدستوري الأمريكي. تعكس التجربة مع دساتير الولايات قبل وبعد الدستور الفيدرالي وظهور هذا الأخير والشروع به صراعًا مستمرًا حول فكرة اعتماد جميع الحكومات في أمريكا على سيادة الشعب من أجل شرعيتها.

#### المعنى التقادمي
يتخذ المحللون مواقف متنوعة بشأن ما يعنيه الدستور، وذلك انطلاقًا من الفرضية القائلة بأن «الدستورية تشير إلى الموقف أو الممارسة التي تقيد الحكومة بدستور عادة ما يكون مكتوبًا»؛ فيصف المحللون الوثيقة مثلًا بأنها وثيقة قد تحدد علاقتها بالقوانين، والمعاهدات، والإجراءات التنفيذية والقضائية، ودساتير أو قوانين السلطات القضائية الإقليمية. يُعنى هذا الاستخدام الإلزامي للدستورية أيضًا بمبادئ التصميم الدستوري، والتي تتضمن مبدأ تقسيم مجال العمل العام بين السلطات المفوضة للحكومة وحقوق الأفراد، والذي يُشكل كل منها قيدًا على الآخر، وعدم تفويض أي صلاحيات تتجاوز اختصاص الحكومة.
جون مارشال وإيرل وارين هما اثنان من كبار قضاة الولايات المتحدة البارزين الذين لعبوا دورًا مهمًا في تطوير الدستورية الأمريكية. أيد جون مارشال، رئيس القضاة الرابع، مبدأ المراجعة القضائية في قضية ماربوري ضد ماديسون في عام 1803، إذ تمكنت المحكمة العليا من إلغاء القوانين الفيدرالية وقوانين الولايات إذا تعارضت مع الدستور. ساعدت محكمة مارشال، من خلال ترسيخ مبدأ المراجعة القضائية، في تنفيذ أيديولوجية فصل السلطات وترسيخ مكانة القضاء الأمريكي كفرع حكومي مستقل ومتساوٍ. وسع إيرل وارين، رئيس القضاة الرابع عشر، بشكل كبير أيضًا الحقوق المدنية والحريات المدنية لجميع الأمريكيين من خلال سلسلة من الأحكام التاريخية. بدأت محكمة وارين ثورة دستورية ليبرالية مرفقة بنشر شعار «رجل واحد، صوت واحد» في الولايات المتحدة، ودحض العزل العنصري وقوانين مكافحة تمازج الأجناس في الولايات، وتوسيع نطاق تغطية وثيقة الحقوق، وإتاحة حقوق المتهمين للمحامي وحق الصمت (تحذير ميراندا) وما إلى ذلك.

### المملكة المتحدة

#### المعنى الوصفي
يمكن للمملكة المتحدة أن تكون أفضل مثال على الدستورية في بلد ذو دستور غير مدون. أدت مجموعة متنوعة من التطورات في إنجلترا في القرن السابع عشر، بما في ذلك الملكية الدستورية و«الصراع المطول على السلطة بين الملك والبرلمان الذي رافقه ازدهار للأفكار السياسية التي حُدِّد فيها مفهوم السلطات التعويضية بوضوح»، إلى نظام حكم متطور يضم العديد من المؤسسات الحكومية والخاصة التي تواجه سلطة الدولة.

#### المعنى التقادمي
كان مصطلح «الدستوري» أيضًا علامة يستخدمها بعض المرشحين المستقلين في الانتخابات العامة في المملكة المتحدة في أوائل عشرينيات القرن الماضي. كان معظم المرشحين أعضاء سابقين في الحزب الليبرالي، وانضم العديد منهم إلى حزب المحافظين بعد فترة وجيزة من انتخابهم. كان المرشح الدستوري ونستون تشرشل الأكثر شهرة في الانتخابات العامة في المملكة المتحدة في عام 1924.

### اليابان
حافظت دولة اليابان ذات السيادة على ملكية دستورية برلمانية وحدوية مع إمبراطور ومجلس تشريعي منتخب يسمى البرلمان الوطني في 3 مايو عام 1947.

### الكومنولث البولندي الليتواني

#### المعنى الوصفي
استخدم الكومنولث البولندي الليتواني حق النقض ليبروم (الحر) منذ منتصف القرن السادس عشر حتى أواخر القرن الثامن عشر؛ وهو شكل من أشكال قاعدة التصويت بالإجماع، في مداولاته البرلمانية. لعب «مبدأ حق النقض ليبروم دورًا مهمًا في ظهور الشكل البولندي الفريد للدستورية». كان هذا القيد على سلطات الملكية مهمًا في صنع «سيادة القانون، والتسامح الديني، والحكومة الدستورية المحدودة، أي المعيار السائد في بولندا في الأوقات التي دُمِّرت فيها بقية أوروبا بسبب الكراهية الدينية والاستبداد».

#### المعنى التقادمي
كان دستور الثالث من مايو عام 1791، الذي أطلق عليه المؤرخ نورمان ديفيز «أول دستور من نوعه في أوروبا»، ساري المفعول لمدة عام واحد فقط. وُضّع الدستور لإصلاح العيوب السياسية القديمة للكومنولث البولندي الليتواني ونظام «الحرية الذهبية» التقليدي. قدم الدستور المساواة السياسية بين سكان المدن والنبلاء (شلختا) ووضع الفلاحين تحت حماية الحكومة، وبالتالي التخفيف من أسوأ انتهاكات القنانة.[بحاجة لمصدر]

### جمهورية الدومينيكان
وُلِدت الحركة الدستورية في البلاد بعد الإطاحة بحكومة خوان بوش المنتخبة ديمقراطيًا في جمهورية الدومينيكان. وُلِدت الحركة المناهضة للدستورية أيضًا. اضطر بوش إلى المغادرة إلى بورتوريكو بعد خلعه. كان قائده الأول العقيد رافائيل توماس فرنانديز دومينغيز، وأراد أن يعود بوش إلى السلطة مرة أخرى. نُفي الكولونيل فرنانديز دومينغيز إلى بورتوريكو حيث كان بوش. نُصِّب العقيد فرانسيسكو ألبيرتو كامانيو دينيو زعيمًا جديدًا للدستوريين.[بحاجة لمصدر]

### الدول الإسلامية
أثار نطاق الدستورية وحدودها في البلدان الإسلامية اهتمامًا متزايدًا في السنوات الأخيرة. يعرّف مؤلفون مثل آن إي. ماير الدستورية الإسلامية بأنها «دستورية تستند في شكل ما إلى المبادئ الإسلامية، على عكس الدستورية التي تطورت في البلدان التي تصادف أنها إسلامية ولكنها لم تُحَط علمًا بمبادئ إسلامية مميزة». إن المعنى الملموس للمفهوم لا يزال محل نزاع بين العلماء المسلمين والغربيين. جمع المفكرون المؤثرون مثل محمد هاشم كمالي، وخالد أبو الفضل، ومفكرين أصغر سنًا مثل آصفة قريشي ونادرسية حسين، بين الشريعة الإسلامية الكلاسيكية والدستورية الحديثة. أدخلت التغييرات الدستورية التي بدأتها حركة الربيع العربي بالفعل العديد من النماذج الهجينة الجديدة للدستورية الإسلامية.

## الدستورية الدينية

### الدستورية الإسلامية
نطاق وحدود الدستورية في الدول الإسلامية قد جذبت اهتماما متزايدا في السنوات الأخيرة، حدد بعض الكتاب  الدستورية الإسلامية بأنها «الدستورية التي تعتمد على أساس المبادئ الإسلامية، في مقابل الدستورية التي وضعت في البلدان التي هي مسلمة ولكن تعتمد المبادئ الإسلامية». وهناك الكثير من الجدل والتفاوت في قبول هذا الطرح من قبل المفكرين الإسلاميين مثل محمد هاشم كمالي وخالد أبو الفضل،  وحتى الشباب منهم مثل آصفة القريشي ونادرسية حسن الذين يجمعون بين  الشريعة الإسلامية الكلاسيكية وبين الدستورية الحديثة.
التغييرات الدستورية التي بدأتها حركة الربيع العربي جلبت للواقع العديد من النماذج  الدستورية الإسلامية الهجينة.

## وصلات خارجية
- دستورانية  على موسوعة ستانفورد للفلسفة
- فيليب بي وينر، ed., «قاموس تاريخ الأفكار: دراسات مختارة المحوري الأفكار» نسخة محفوظة 23 يونيو 2006 على موقع واي باك مشين.، (ديفيد فيلمن، «الدستورية»)، ج 1، ص. 485, 491-92 (1973-74).
- الوطنية معهد العلوم الإنسانية
- MJC الخسيس الدستورية والفصل بين السلطات نسخة محفوظة 4 يوليو 2014 على موقع واي باك مشين. (1967، إنديانابوليس: الحرية الصندوق، 1998) الطبعة الثانية.
- «الاقتصاد وسيادة القانون» الإيكونوميست (2008-03-13).
- الشرق الأوسط الدستورية المنتدى
- الاجتماعية والسياسية أسس الدساتير أسس القانون والعدالة المجتمع برنامج